# طلال النجار (فنان تشكيلي)
طلال النجار 

درس التصوير الزيتي منذ ان كان في العاشرة من عمره وكان ذلك في بداياته على يد الفنان «هاشم علي» من 1974 إلى سنة 1983، ثم من سنة 1983 إلى سنة 1992 درس التصوير الزيتي في المعهد العالي للفنون موسكو، وحصل على الماجستير في التصوير الزيتي. وبعد عودته إلى اليمن عمل مديرا عاما في وزارة الثقافة في إدارة الفنون التشكيلية. عضو مؤسس في (جماعة الفن الحديث) وعضو مؤسس في جمعية الفنانين التشكيليين ونقابة الفنانين التشكيليين. ومؤسس (جماعة الفن المعاصر) في اليمن.شارك في معارض داخل اليمن وخارجها. من أهم الفنانين المعاصرين وأكثرهم كفاءة. فاز بالجائزة الأولى للفنون التشكيلية لمسابقة مجلة دبي 2009.
نشرت لوحاته كأغلفة كتب وروايات ومجلات أدبية. تدرب على يديه الكثير من الفنانين الشباب.

## عنه
مما كتب عنه:
((يعد الفنان التشكيلي العربي اليمني طلال النجار. أحد عباقرة فن التصوير اليمني المعاصر. وصاحب تجربة الرسم الكلاسيكي الصارمة. المشوبة ببعد نفسي كبير. التي ارتكزت على الوضوح والاتزان والتنظيم. ورسم ضياء اليمن السعيد. في حياة شبه الجزيرة العربية. فقد وضع حدا باسلوبيته الواقعية لتفاصيل الركاكة لفن التصوير العربي المعاصر. وفي مجال الفنون التشكيلية اليمنية المعاصرة. وسخف باطروحاته الجمالية. اصحاب الاهواء التصويرية العبثية الركيكة. وجعلهم في مآزق حرج. ووضع نفسي صعب. اسقطتهم درجات دراساته التصويرية بقلم الرصاص المتفرد به. وكانه بصمة ابدية واسطورية. لعالمه الاثير. والمحبب لنفسه. وهو المتمكن منه ومن باقي استخدامات التقنيات التصويرية الخاماتية في الرسم والتلوين. ومن خلال مشاهد انسانية حية. وهب موهبته لتجسيد نماذج بشرية يمنية وعالمية وانسانية. في حيز اهتماماته وابعاده الجمالية والتشكيلية التصويرية. حيث صور الرجال والنساء والاطفال والبيوت والمناظر الخلوية من اجواء صنعاء القديمة والحديثة. فظهرت جماليات مهارته الابداعية الخلاقة. وسكب روحه فيها بمزيد من الحركة والتعبيرية والرشاقة ذوالصرامة احيانا. فتجسيدت ملامح التعب والتاريخ والاصالة في عمق اخاديد وجوه ابطاله المرسومين في روايته التشكيلية حيث هو سارد تشكيلي وروائي من اليمن العزيز وفي عواطفه يذوب في سطح قماشة اللوحة. أو ملمس سطح اللوحة. ولانه غير محدد بخطوط خارجية عبثية. تراه يذوب في أعماله وينصهر في بوتقة اسلوبيته في مشاهداته الخاصة لحياته في اليمن. وهو الفنان الوافي لتاريخ بلاده. واسطورة شعبه. واصالته العميقة في بعدها الاجتماعي. لهذا ياخذ ميزة الريادة. في صبره. وتحمله رغم فتوة عمره وشبابه في مسيرة ايامه المعاشة. في الكثير من اللوحات الجديرة بالاهتمام والتقدير والدراسة البحثية في النقد التشكيلي الحديث)).

## جوائز
- فاز بالجائزة الأولى لمسابقة الفنون التشكيلية في مجلة دبي الثقافية سنة 2009.

## مشاركات
- شارك في المنتدى العربي للفنون، كرئيس للجنة التحكيم للجائزة الأولى، في مسابقة الفنان هاشم علي (فنان تشكيلي) أبريل 2017.[10]
- 1996 عضو اللجنة العليا للملتقى الأول للفنون التشكيلية في اليمن.
- 1997 انتخب في الهيئة الأدارية لنقابة الفنانين التشكيليين اليمنيين، مسؤلا ثقافيا.
- 2001. أسس جماعة الفن المعاصر (اتيليه صنعاء).
- 2003، رئيس مجلس الأمناء لمؤسسة (اتيليه صنعاء للثقافة البصرية).
- 2003 ورشة عمل مع فنانين من فرنسا وألمانيا (اتيليه صنعاء).
- 2004 ورشة عمل يمنية ايطالية (اتيليه صنعاء).
- عضو لجنة التحكيم لجائزة رئيس الجمهورية للفنانين الشباب. امانة العاصمة.